# Эренфридерсдорф
Эренфридерсдорф (нем. Ehrenfriedersdorf) — город в Германии, в земле Саксония. Подчинён административному округу Кемниц. Входит в состав района Рудные Горы.  Население составляет 5035 человек (на 31 декабря 2010 года). Занимает площадь 15,86 км². Официальный код  —  14 1 71 080.